# La Pommeraye (Maine-et-Loire)
La Pommeraye é uma ex-comuna francesa na região administrativa da Pays de la Loire, no departamento de Maine-et-Loire. Estendeu-se por uma área de 39,49 km². Em 2010 a comuna tinha 18 489 habitantes (densidade: 468,2 hab./km²).
Em 15 de dezembro de 2015 foi fundida com as comunas de Beausse, Botz-en-Mauges, Bourgneuf-en-Mauges, La Chapelle-Saint-Florent, Le Marillais, Le Mesnil-en-Vallée, Montjean-sur-Loire, Saint-Florent-le-Vieil, Saint-Laurent-de-la-Plaine e Saint-Laurent-du-Mottay para a criação da nova comuna de Mauges-sur-Loire.